# Assyriska erövringen av Egypten
Den assyriska erövringen av Egypten syftar på en tidsperiod mellan 677 f.Kr. och 663 f.Kr. då det assyriska imperiet erövrade det egyptiska riket.

## Bakgrund
På slutet av 700-talet f.Kr. hade det egyptiska riket börjat hetsa de folkslag som levde i det av Assyrien dominerade Levanten till att göra uppror mot assyrierna, detta sannolikt i syfte att själva få fotfäste i området. Detta resulterade i att kung Hiskia av Juda, kung Lule av Sidon, kung Sidka av Askelon och kungen av Ekron samtliga allierade sig med Egypten och 701 f.Kr. förklarade de sig självständiga från det assyriska imperiet. Den assyriske kungen Sanherib reagerade snabbt på upproret och i en kampanj mot Levanten erövrade han först Askelon, Sidon och Ekron, därefter besegrade han en egyptisk armé som kommit till de levantinska rikenas undersättning innan han slutligen invaderade Juda. Stora delar av Juda plundrades men deras huvudstad Jerusalem intogs aldrig, anledningen till detta är okänd och gamla testamentet påstår att en ängel nedsteg från himmelen och drev iväg den assyriska armén, assyrierna själva skriver dock att Juda kapitulerade och betalade tribut när Jerusalem belägrades vilket fick den assyriska armén att återvända hem.
Sanherib själv mördades av två av sina söner 681 f.Kr. i ett tempel medan han bad och efter ett inbördeskrig kom hans son Esarhaddon till makten i Assyrien.

## Esarhaddons kampanjer
Esarhaddons första möte med egypterna skedde 677 f.Kr. när han utförde en kampanj mot arabstammarna som levde omkring döda havet. Han drev stammarna ända till den egyptiska gränsen där han tvingades vända tillbaka. Esarhaddon ansåg dock att Egypten var ett hot mot västra Assyriens stabilitet och att han en dag skulle tvingas strida mot dem.

### Kampanjen 673 f.Kr.
Innan 673 f.Kr. hade Esarhaddon tvingats slå ned ännu ett av Egypten sponsrat uppror i Levanten. Han beslutade sig därmed för att det var dags att göra slut på riket en gång för alla. Han samlade sin armé och begav sig av mot Egypten i hög hastighet då hans generaler ansåg att endast ett plötsligt och snabbt anfall skulle kunna krossa egypterna. Den snabba marschen resulterade dock i att den assyriska armén var utmattad när de väl nådde fram till den egyptiska gränsen och i slaget vid Ashkelon drabbade de samman med den egyptiska armén under farao Taharka. De assyriska källorna nämner knappt slaget och kampanjen och många forskare tror att den assyriska armén mötte ett av sina värsta nederlag i striden. Efter slaget vid Ashkelon återvände Esarhaddon till Nineve med vad som var kvar av hans armé.

### Kampanjen 671 f.Kr.
Två år efter den första misslyckade invasionen var Esarhaddon redo att försöka erövra Egypten igen. Han samlade ihop en långt större armé än vad han haft vid första tillfället och begav sig sedan av mot Egypten i lugn takt så att armén skulle vara utvilade när de kom fram. I Harran fick han höra en profetia om att han skulle erövra Egypten vilket ytterligare höjde hans moral.
Tre månader efter att ha hört profetian i Harran segrade den assyriska armén mot egypterna i kampanjens första stora slag men trots detta oroade sig Esarhaddon för sin egen säkerhet. Han beslutade sig därmed för att utföra "ersättningskungs riten" vilket var en gammal assyrisk rit som syftade till att skydda kungen mot närstående olycka. Riten innebar att Esarhaddon själv inte kunde vara med vid större delen av invasionen av Egypten.
Mot slutet av 671 f.Kr. var Esarhaddon tillbaka som ledare för den assyriska armén. Kampanjen led nu mot sitt slut och hade varit väldigt lyckad och Esarhaddon själv var med när den assyriska armén intog och plundrade Memfis som var nedre Egyptens huvudstad. Farao Taharka flydde från staden men hans familj tillfångatogs tillsammans med större delen av hovet vilka samtliga skickades tillbaka till Assyrien som fångar. Efter att ha intagit Memfis omorganiserade Esarhaddon den politiska strukturen i Egypten och han tillsatte lojala guvernörer i de erövrade områdena, sedan gjorde han Necho I till assyrisk vasallkung av nedre Egypten med sitt huvudsäte i Sais innan han gav sig av tillbaka till Assyrien. Med sig tog han krigsbyte, egyptiska gudastatyer och en stor mängd egyptiska fångar. Väl hemma igen lät Esarhaddon resa en segerstele över sin kampanj vilken berättar:
"Jag dräpte flera av Taharkas män och slog honom fem gånger med mitt kastspjut vilket skapade sår som aldrig kan läka. Memfis, hans kungliga stad, föll på en halv dag genom tunnlar och anfall. Jag belägrade, jag erövrade, jag förstörde, jag förgjorde, jag brände med eld. Hans drottning, hans harem, Ushanahurum hans efterträdare och resten av hans söner och döttrar, hans egendom och hans ägodelar, hans hästar, hans kor, hans får, oräkneliga till nummer, har jag tagit med mig till Assyrien. Jag slet Kush rötter ur Egypten och ingen där undgick att underkasta sig mig. Jag tillsatte nya kungar, vicekungar, guvernörer, befälhavare, tillsyningsmän och skribenter. Offer och gåvor gav jag till Assur och de eviga stora gudarna, Tributer och skatter skall egypterna betala till mig årligen utan undantag.
Jag lät resa denna stele med mitt namn på den som beskriver min herre Assurs ära och tapperhet, mina mäktiga dåd, hur jag gick till och från Assurs, min herres, beskydd och hur mäktig min erövring var. För alla mina fiender att beskåda för all evighet reser jag denna stele."
När Esarhaddon begav sig av från Egypten började Taharka dock genast att stödja en serie uppror i riket vilket tvingade Esarhaddons tillsatta guvernörer och vasallkungar att fly. och nedre Egypten blev åter igen självständigt, denna gång utan kushitskt inflytande.
669 f.Kr. inledde Esarhaddon därmed en ny kampanj mot Egypten men på vägen dit avled han i sviterna av en okänd sjukdom som han kämpat med i flera år. Hans son Shamash-shum-ukin blev därmed kung av Babylon och Ashurbanipal blev kung av Assyrien.

## Ashurbanipals kampanjer

### Kampanjen 667 f.Kr.
Ashurbanipal beslutade sig för att fullfölja sin fars kampanj mot Egypten och 667 f.Kr. invaderade han själv riket i ett försök att återställa det till en assyrisk vasallstat. Det året besegrade han även Taharka som tvingades fly ända till Thebe med den assyriska armén efter sig. Ashurbanipal blev dock snart upptagen med att slå ned flera uppror i nedre Egypten och kunde därmed inte ödsla tid på att belägra Thebe. Istället fokuserade han på att säkra de assyriska erövringarna och Necho I återinsattes som nedre Egyptens assyriska vasallkung tillsammans med sin son Psamtik I som för tillfället utbildades i Nineve.
Efter sina segrar återvände Ashurbanipal till Assyrien och Taharka själv avled 664 f.Kr. i Thebe. Han ersattes av sin brorson Tantamani.

### Kampanjen 663 f.Kr.
Egypten ansågs fortfarande som ett ostabilt och sårbart område och efter att ha tillträtt tronen beslutade sig farao Tantamani för att än en gång försöka återta riket. Tantamani marscherade sin armé norrut längsmed Nilen och han återtog alla egyptiska städer i sin väg, inklusive Memfis. Necho I besegrades av den egyptiska armén och han själv avrättades av egypterna. Detta resulterade i att Ashurbanipal 663 f.Kr. var tvungen att utföra ännu en kampanj mot Egypten. Med en stor assyrisk armé och tillsammans med Psamtik I som anställt kariska (ett folkslag i sydvästra Anatolien) legoknektar begav sig Ashurbanipal in i Egypten. Det avgörande slaget stod i närheten av Memfis och assyrierna segrade. Tantamani flydde därmed tillbaka till Thebe men endast förti dagar efter slaget anlände den Assyriska armén till staden. Tantamani hade vid detta läge flytt vidare söderut till Kipkipi vars plats är okänd men som antas ha legat i dåvarande Nubien nära dagens Kom Ombo ungefär 20 mil söder om Thebe.
Ashurbanipals armé belägrade Thebe som föll och plundrades och dess befolkning fördes till Assyrien som fångar. Thebes fall spred chockvågor genom Mellanöstern och händelsen omnämns även i hebreiska källor. Med plundrandet av Thebe ansågs den assyriska erövringen av Egypten som färdig och Psamtik I blev vasallkung av riket. Händelsen anses även vara slutet på den nubiska kontrollen av Egypten men övre Egypten och Thebe förblev i Tantamanis kontroll fram tills 656 f.Kr. då Psamtik I intog staden en gång för alla (denna gång utan strid) och enade övre och nedre Egypten.

## Egypten under Assyriens fall
Den nya egyptiska dynastin under Psamtik I var till en början fredligt inställda till assyrierna men när en rad inbördeskrig samt ett krig mot Elam började försvaga Assyrien 655 f.Kr. beslutade Psamtik I sig för att göra riket självständigt. Att Egypten befriade sig från Assyrien resulterade i att även Babylon reste sig mot Assyrien vilket skapade ytterligare problem i riket. Psamtik I allierade sig även med kung Gyges av Lydien och han anställde flera kariska legoknektar i väntan på ett assyriskt motanfall som aldrig kom.
612 f.Kr. hade det assyriska riket i stort sett kollapsat och deras sista kung Ashur-uballit II bad då Egyptens farao Necho II om militärt stöd. Egypterna, som fruktade den växande babyloniska och mediska makten gick med på att hjälpa Assyrien och de skickade trupper till det assyriska riket ledda av Necho II själv. Egypterna besegrades dock i slaget vid Harran vilket markerade det definitiva slutet på det assyriska imperiet. På väg tillbaka till Egypten erövrade Necho II Jerusalem och Juda. efter att Babylon besegrade egypterna i slaget vid Karkemish 605 f.kr genomförde de en kampanj in i levanten vilket resulterade i att även Juda föll till det babyloniska imperiet.

## Galleri

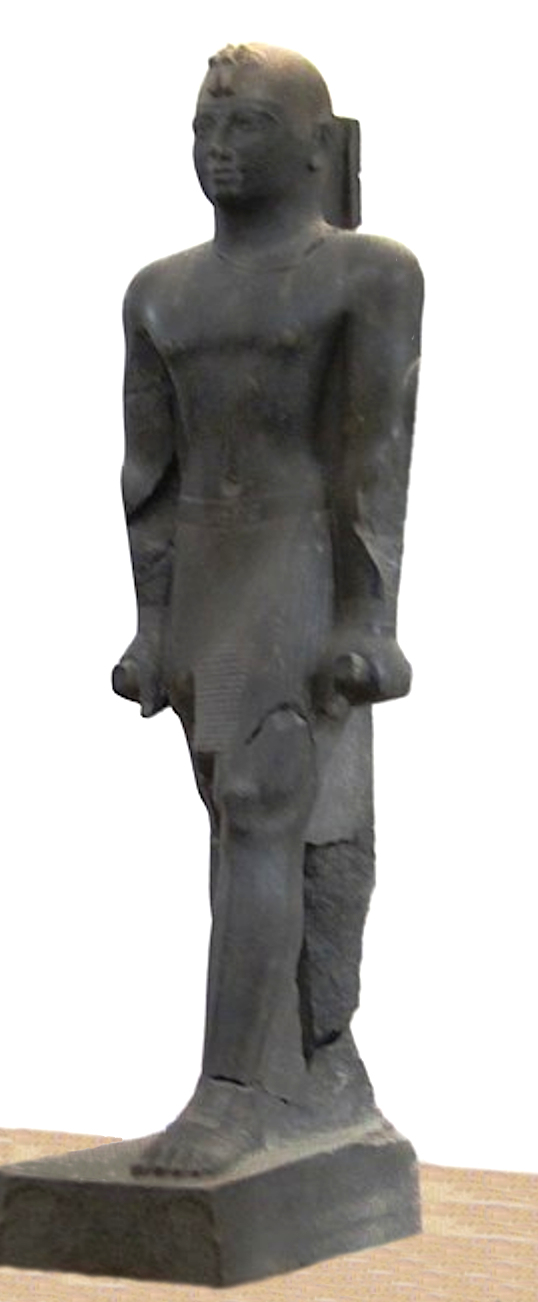
Den kushitiske faraon Taharka som ledde striderna mot Esarhaddon och Ashurbanipal.
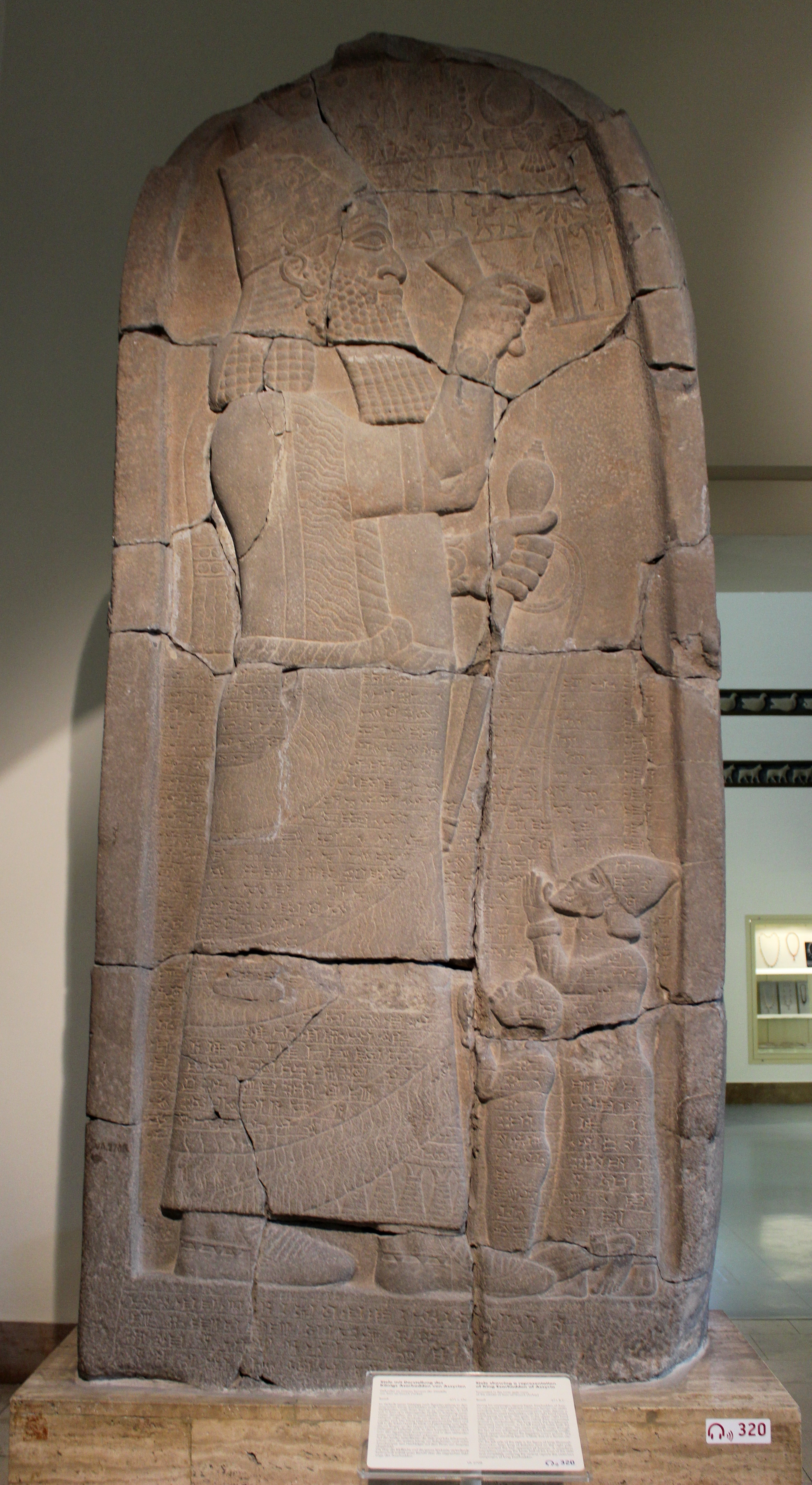
Esarhaddons segerstele. På stelen ses Esarhaddon stå med krigsklubba i handen medan en vasallkung och Taharkas son Ushankhuru knäböjer framför honom.
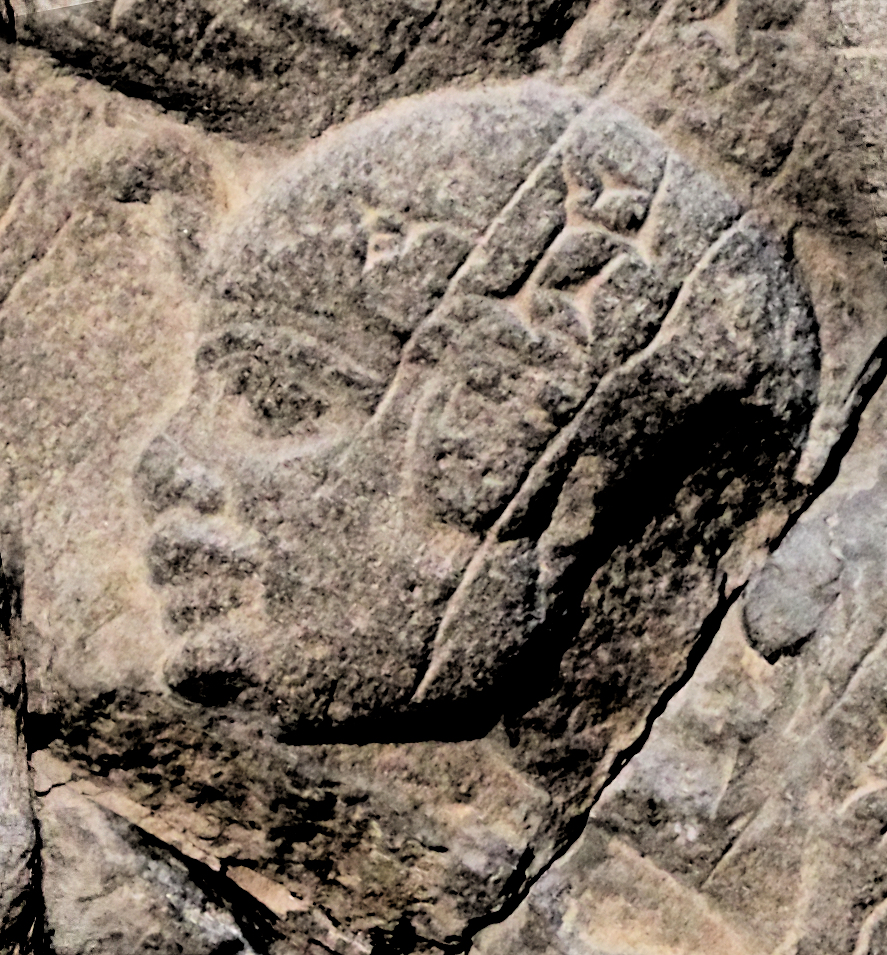
Prins Ushankhuru på Esarhaddons segerstele. Tillfångatagen och med rep runt halsen.
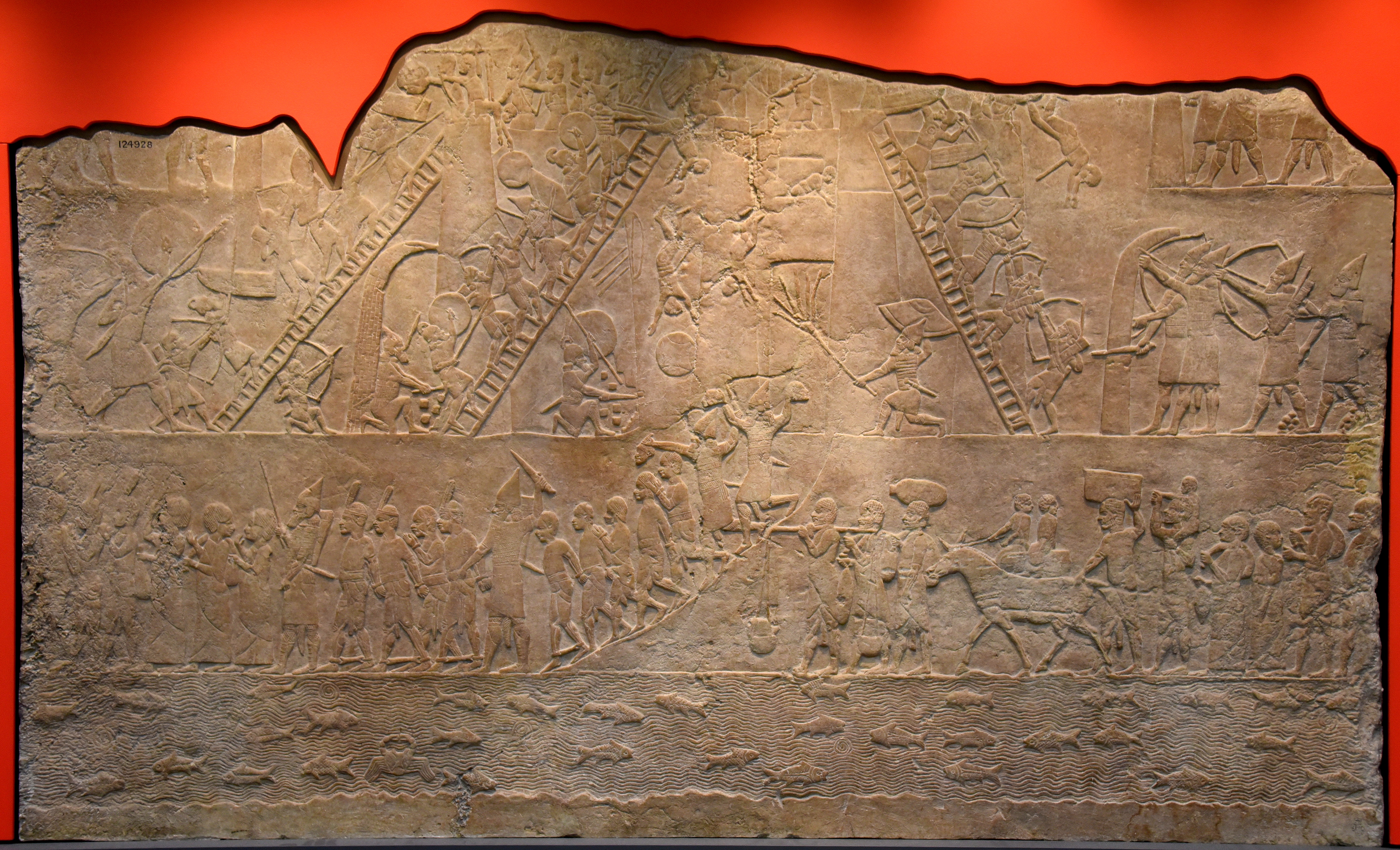
Ashurbanipal II:s armé belägrar en egyptisk fästning i och med hans första kampanj mot Egypten.
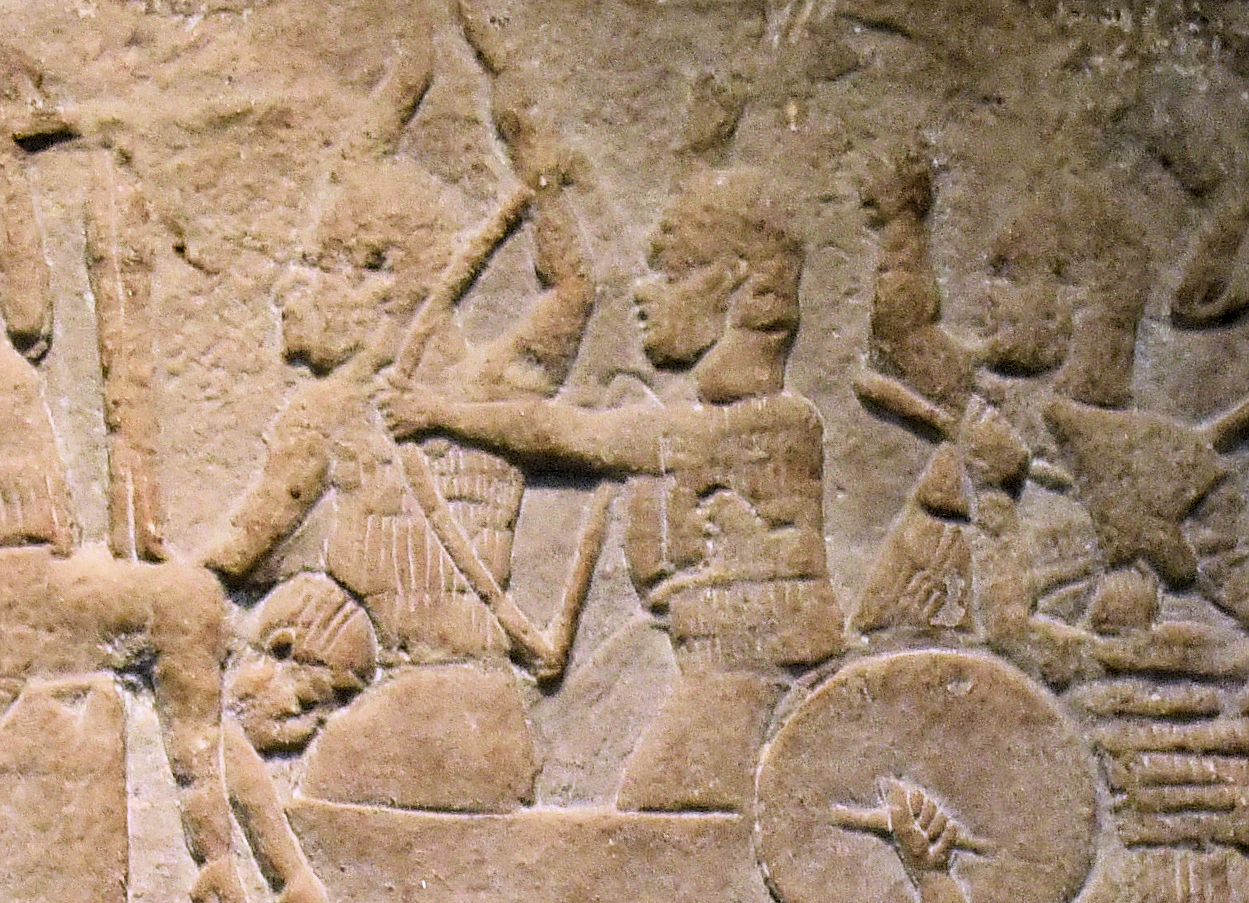
Taharkas soldater försvarar Memfis från assyriska soldater.
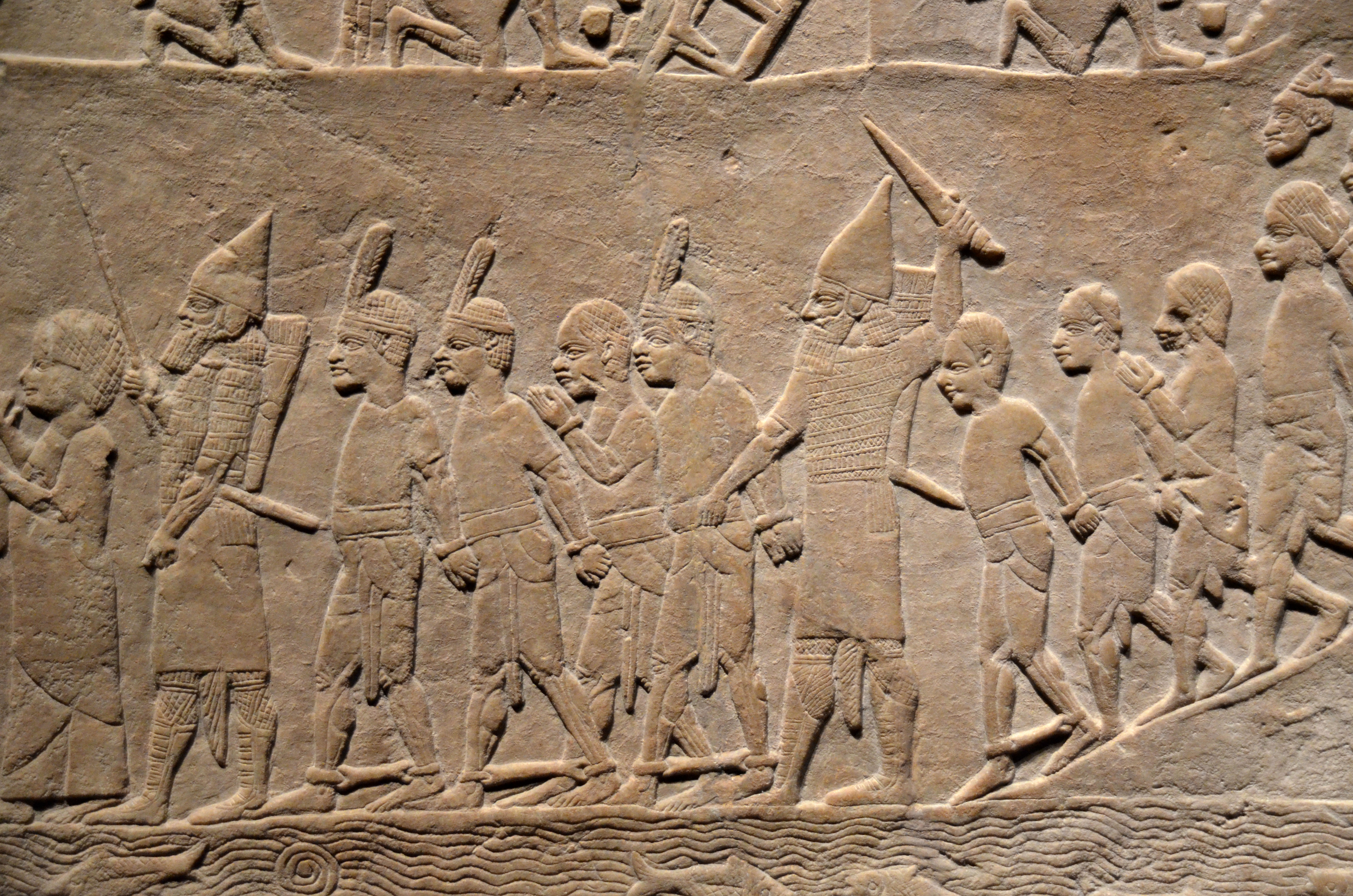
Egyptiska fångar leds iväg till Assyrien efter erövrandet av Egypten.
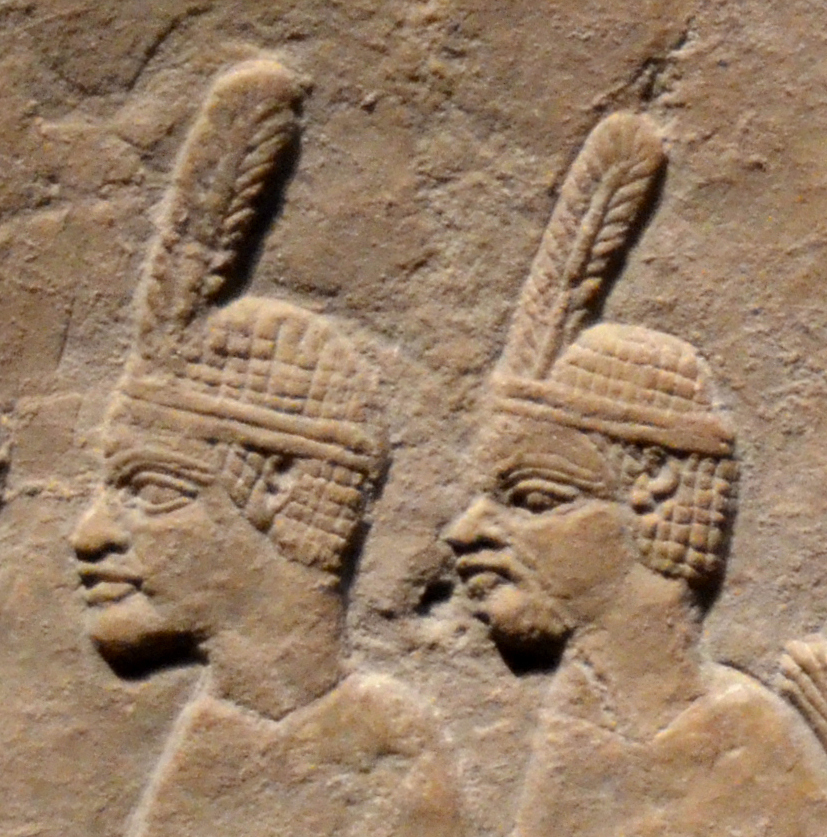
Egyptiska (kushitiska) fångar med de utmärkande fjäderbanden som bars av den egyptiska armén under den 25:e dynastin.
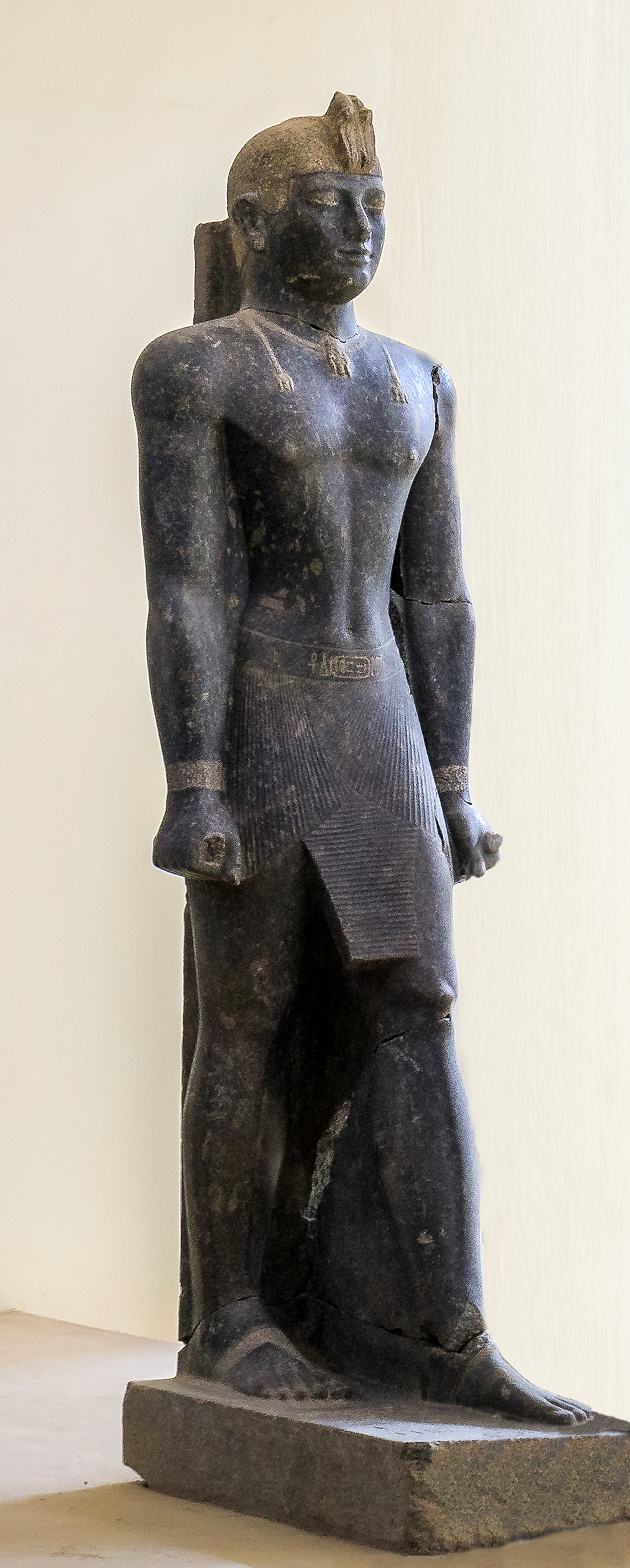
Staty av farao Tantamani.